# Anor

Anor este o comună în departamentul Nord, Franța. În 1 ianuarie 2022 avea o populație de 3.152 de locuitori.